# (6521) Pina
(6521) Pina es un asteroide perteneciente al cinturón de asteroides, región del sistema solar que se encuentra entre las órbitas de Marte y Júpiter.
Fue descubierto el 15 de junio de 1991 por Eleanor F. Helin  desde el Observatorio Palomar.

## Designación y nombre
Designado provisionalmente como 1991 LC1, fue nombrado en honor a Pina Toscano Blanco, "acompañante" habitual en reuniones astronómicas durante los últimos 25 años. Su presencia continua la ha convertido en miembro de apoyo de los "comités de esposas" que tanto hacen por mejorar dichas reuniones.

## Características orbitales
Pina está situado a una distancia media del Sol de 2,429 ua, pudiendo alejarse hasta 2,985 ua y acercarse hasta 1,873 ua. Su excentricidad es 0,229 y la inclinación orbital 9,942 grados. Emplea 1383,04 días en completar una órbita alrededor del Sol.

## Características físicas
La magnitud absoluta de Pina es 13,77. Tiene 4,376 km de diámetro y su albedo se estima en 0,402.